# Mortimer (roman)
Pour les articles homonymes, voir Mortimer.
Mortimer est le quatrième livre des Annales du Disque-monde de l'écrivain anglais Terry Pratchett. Traduit par Patrick Couton, il fut publié en France en 1994 chez L'Atalante  (ISBN 2-905158-90-5) et en 1998 chez Pocket  (ISBN 2-266-08068-7). L'œuvre originale fut publiée en 1987 sous le titre Mort.

## Résumé
Mortimer, jeune garçon grand, roux et un peu brouillon, ne parvient à pas à se faire à la vie de fermier que lui réserve sa famille. Son père l'emmène donc à une foire où il espère qu'il sera engagé comme apprenti, autant pour lui trouver un travail que pour s'en débarrasser. Personne ne veut de lui jusqu'à ce que minuit sonne et que La Mort surgisse et accepte de faire de Mortimer son apprenti. Son travail consistera donc à prendre les âmes des personnes lors de leur décès et de les accompagner dans l'au-delà.
Mortimer s'installe donc dans la maison de la Mort et rencontre les deux autres occupants de la demeure : Ysabell, fille adoptive de la Mort, et Albert, fidèle serviteur depuis des lustres. Devant le mode de vie et la décoration, Mortimer comprend peu à peu que son employeur, la Mort incarnée, ne comprend rien à la vie humaine.
Mortimer suit dans un premier temps la Mort dans son travail, notamment lors de l'assassinat du roi de Sto Helit par son frère, où Mortimer croise le regard de la princesse Kelirihenna. Quand la Mort confie sa charge à Mortimer et que celui-ci se retrouve à prendre l'âme de la princesse quand on tente de l'assassiner à son tour, il l'épargne. Cependant, la survie de la princesse crée un conflit entre deux réalités du Disque-monde (celle où la princesse est morte et celle où elle vit encore). Le sorcier de la région, Igné Coupefin, comprend que ces deux réalités vont finir par se réarranger d'elles-mêmes, mais la princesse mourra inévitablement.
La Mort disparait et vagabonde sur le Disque-monde afin de comprendre le sens de l'amusement humain et du bonheur. Mortimer reprend donc le flambeau de la Mort et devient peu à peu une nouvelle incarnation de la Mort (il commence à s'exprimer en majuscules, tout comme la Mort) tandis que la Mort découvre l'ivresse, la fête et la danse.
Mortimer et Ysabelle finissent par découvrir qu'Albert est en fait Alberto Malik, puissant sorcier, fondateur de l'Université de l’Invisible qui a fui le monde pour se réfugier dans la demeure de la Mort où le temps ne s'écoule pas, ce qui lui a permis d'échapper à la mort durant 2000 ans. La Mort ayant disparu, il revient dans le monde et force les sorciers de l'Université à exécuter le Rite d'Ashk-Ente, qui consiste à invoquer la Mort ; le rituel ramène Mortimer et la Mort lui-même. Quand il découvre la situation, la Mort est furieux et licencie Mortimer. Devant le refus de Mortimer et la déclaration d'amour d'Ysabell à Mortimer, la Mort et Mortimer finissent par se battre en duel. La Mort gagne le duel mais ne tue pas son apprenti et décide de le renvoyer sur le Disque-monde dans une réalité qu'il a réarrangé.
La Mort enferme la réalité où Keli meurt dans une perle, permettant à la princesse de survivre à nouveau et de devenir reine (un arrangement qu'il a fait avec les Dieux). Lors du mariage de Mortimer et Ysabell à Sto Helit, où ils sont désormais comte et comtesse, la Mort confie la perle à son ancien apprenti.

## Analyses

### Place dans la série
Il s'agit du premier livre de la série de la Mort dans les Annales du Disque-Monde.
Le champ morphogénétique y est mentionné pour la première fois : Terry Pratchett la nomme pour s'en moquer et elle devient une blague récurrente dans les romans du Disque-Monde.

### Influences

#### Culture de la Mort
La Mort affirme trouver les pièces d'or « deux par deux », une référence au rite mortuaire grec ancien qui consiste à couvrir les yeux des morts de deux pièces d'or pour payer Charon lors du passage aux Enfers ; cette pratique subsiste en Europe de l'Est.

### Thèmes
- La mort
- Mortimer modifie l'Histoire et deux réalités s'affrontent, suivant le thème cher à Pratchett du pantalon du temps, présent aussi dans Nobliaux et Sorcières et Johnny et la Bombe (hors Disque-monde).
- On découvre qu'Albert, le valet de chambre de La Mort, n'est autre qu'Alberto Malik, le plus grand des mages, qui fonda l'Université de l'Invisible 2000 ans auparavant, et fut envoyé dans le domaine de la Mort après avoir exécuté le rite d'AshkEnte à l'envers (rite permettant d'invoquer la mort).

## Personnages
- La Mort
- Mortimer, apprenti de La Mort, puis Duc de Sto Hélit
- Ysabell, fille (adoptive) de La Mort, devenue Duchesse de Sto Hélit
- Albert, cuisinier et valet de chambre de La Mort
- La princesse Kélirehenna Ire, dite Kéli, de Sto Lat
- Igné Coupefin, vaguement mage
- et une apparition de Rincevent, le mage raté de La Huitième Couleur et Le Huitième Sortilège, et des mages de l'UI

## Influence
Neil Gaiman reprend une phrase du roman trois ans plus tard pour son propre personnage de la Mort dans la nouvelle Façade.